# Aretàfila de Cirene
Aretàfila de Cirene (Aretaphila, ̓Αρεταφίλα) va ser una dama grega de Cirene, una colònia que els grecs havien fundat al nord d'Àfrica, que va viure a finals del segle ii aC.
Plutarc explica que el tirà de Cirene, Nicòcrates o Nicostrat va matar el seu marit Fedim (Phaedimus) i la va obligar a conviure amb ell. Nicostrat va espoliar els habitants de la ciutat i torturava els que no volien cedir-li les seves propietats. Aretàfila volia acabar amb les malifetes del seu marit, però la mare de Nicostrat, Calbia, va advertir el seu fill i aquest la va fer vigilar. Aretàfila havia tingut una filla amb Nicostrat, i la va animar a seduir al germà del seu pare, Leandre. Entre la mare i la filla van convèncer Leandre d'assassinar Nicostrat. Leandre el matà i agafà el poder. Però va resultar encara més cruel que Nicostrat, i llavors Aretàfila va pactar amb el rei de Líbia i va aconseguir amb la seva ajuda matar Leandre. Els cirenaics volien donar-li el poder però ella s'hi va negar. Es va estar a casa seva la resta de la seva vida.